# František Schmucker
František Schmucker (28. ledna 1940 Horvátjárfalu, Maďarsko – 15. července 2004 Ostrava) byl československý fotbalista, brankář reprezentace, člen stříbrného týmu na mistrovství světa v Chile 1962. Po skončení aktivní kariéry byl trenérem brankářů v Baníku Ostrava. Jeho synem je bývalý fotbalový brankář Ivo Schmucker.

## Fotbalová kariéra
V reprezentaci odehrál dva zápasy, nastoupil v přátelském utkání proti Švédsku roku 1962 a v kvalifikačním utkání na mistrovství Evropy 1972 proti Finsku. Na mistrovství světa v Chile byl náhradníkem Viliama Schrojfa, do bojů na šampionátu přímo nezasáhl. Byl však brankářem olympijského výběru na OH v Tokiu roku 1964 a získal s ním zde stříbrnou medaili.
Ligovou kariéru začal ve Spartaku ZJŠ Brno, tedy v budoucí Zbrojovce, kde hrál v letech 1959–1965. Poté hrál dlouhá léta za Baník Ostrava (1965–1979). V československé lize nastoupil ve 300 utkáních, v 99 z nich zůstal nepřekonán. Ke vstupu do Klubu ligových brankářů mu chyběl jediný zápas s čistým kontem. Vítěz Spartakiádního poháru 1960 a vítěz Československého poháru 1973. V Poháru vítězů pohárů nastoupil v 8 utkáních a v Poháru UEFA a Veletržním poháru nastoupil celkem v 18 utkáních.

## Ligová bilance
| Ročník                                   | Zápasy | Góly | Minuty | Nuly | Klub             |
| ---------------------------------------- | ------ | ---- | ------ | ---- | ---------------- |
| 1. československá fotbalová liga 1959/60 | 18     | 0    | –      | 4    | Rudá Hvězda Brno |
| 1. československá fotbalová liga 1960/61 | 26     | 0    | 2 271  | 3    | Rudá Hvězda Brno |
| 1. československá fotbalová liga 1962/63 | 20     | 0    | 1 800  | 4    | Spartak ZJŠ Brno |
| 1. československá fotbalová liga 1963/64 | 25     | 0    | 2 250  | 8    | Spartak ZJŠ Brno |
| 1. československá fotbalová liga 1964/65 | 24     | 0    | 2 160  | 11   | Spartak ZJŠ Brno |
| 1. československá fotbalová liga 1965/66 | 26     | 0    | 2 340  | 8    | Spartak ZJŠ Brno |
| 1. československá fotbalová liga 1967/68 | 26     | 0    | –      | 10   | Baník Ostrava    |
| 1. československá fotbalová liga 1968/69 | 21     | 0    | –      | 9    | Baník Ostrava    |
| 1. československá fotbalová liga 1969/70 | 29     | 0    | –      | 11   | Baník Ostrava    |
| 1. československá fotbalová liga 1970/71 | 21     | 0    | –      | 10   | Baník Ostrava    |
| 1. československá fotbalová liga 1971/72 | 19     | 0    | –      | 5    | Baník Ostrava    |
| 1. československá fotbalová liga 1972/73 | 18     | 0    | –      | 8    | Baník Ostrava    |
| 1. československá fotbalová liga 1973/74 | 24     | 0    | –      | 6    | Baník Ostrava    |
| 1. československá fotbalová liga 1976/77 | 2      | 0    | 131    | 1    | Baník Ostrava    |
| 1. československá fotbalová liga 1977/78 | 1      | 0    | –      | 90   | Baník Ostrava    |
| 1. československá fotbalová liga 1978/79 | 3      | 0    | –      | 210  | Baník Ostrava    |
| CELKEM                                   | 300    | 0    | –      | 99   |                  |